# Addició de cases
L'Addició de cases és una obra noucentista de Cardedeu (Vallès Oriental) inclosa a l'Inventari del Patrimoni Arquitectònic de Catalunya.

## Descripció
Es va construir aquest annex per ocupar un espai que delimita amb la carretera de Mataró. Està composta per planta baixa i terrassa. La planta té forma de polígon irregular. La casa disposa de sis finestres, quatre de gran dimensions i dues de més petites, totes amb un guardapols ovalat. La barana de la terrassa té formes geomètriques corbes. Aquest annexa és per l'habitatge del costat.

## Història
El croquis del plànol original es conserva a la Diputació, i es presentà el març de 1930. La realització de l'obra va ser idèntica a la del projecte. Anys després s'hi afegí, al darrere, un porxo amb pèrgoles. L'obra es va construir el 1931. El projecte el va encarregar en Joan Codina Terrades.